# Filmes de 1958 da RKO Pictures

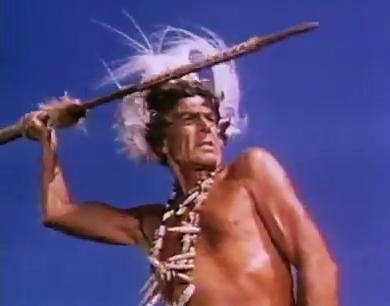
Friedrich von Ledebur no trailer de Enchanted Island, baseado no romance Typee, de Herman Melville.

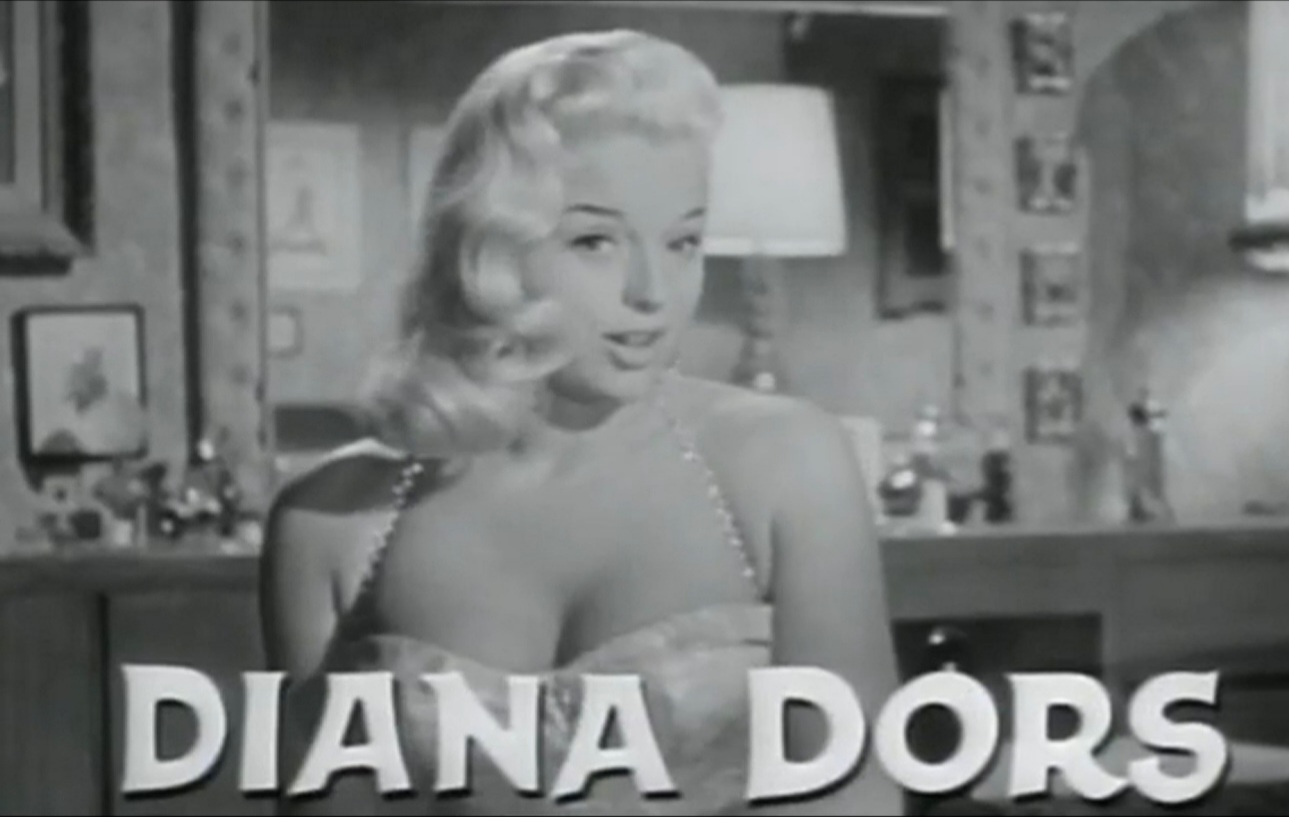
I Married a Woman, comédia estrelada por Diana Dors (na fotografia em cena do trailer) e o astro da televisão George Gobel, teve a particularidade de ser todo fotografado em preto e branco, exceto a sequência com John Wayne, feita em cores.

Em 1958, a RKO deu seu último suspiro como empresa produtora de filmes.
Contudo, ainda havia películas prontas à espera de lançamento, obrigações contratuais com outras organizações e diversos filmes adquiridos para distribuição. Toda essa produção foi escoada entre 1958 e 1960, não pela RKO, mas por outras companhias - Universal, Warner Bros., Buena Vista, Columbia, MGM e empresas regionais.
Sete desses filmes foram lançados em 1958, quatro em 1959 e dois em 1960. Todos eles foram ignorados pela Academia.

## PrêmiosOscar
31.ª a 33.ª cerimônias, com os filmes exibidos em Los Angeles nos anos de 1958 a 1960.
| Nenhuma produção recebeu quaisquer indicações |
| --------------------------------------------- |

## Os filmes de 1958-1960
| Título original            | Ano de Lançamento | Título PT/BR                | Título PT/PT        | Astros                         | Diretor                        |
| -------------------------- | ----------------- | --------------------------- | ------------------- | ------------------------------ | ------------------------------ |
| All Mine to Give           | 1958              | Em Cada Coração Uma Saudade | O Sol Nasce Amanhã  | Glynis Johns, Cameron Mitchell | Allen Reisner                  |
| City After Midnight        | 1959              |                             |                     | Phyllis Kirk, Dan O'Herlihy    | Compton Bennett                |
| Desert Desperadoes         | 1959              |                             |                     | Ruth Roman, Akim Tamiroff      | Steve Sekely, Gianni Vernuccio |
| Enchanted Island           | 1958              | O Maior Ódio de um Homem    |                     | Dana Andrews, Jane Powell      | Allan Dwan                     |
| From the Earth to the Moon | 1958              | Da Terra à Lua              | Da Terra à Lua      | Joseph Cotten, George Sanders  | Byron Haskin                   |
| The Girl Most Likely       | 1958              | Uma Aventura em Balboa      |                     | Jane Powell, Cliff Robertson   | Mitchell Leisen                |
| Home Is the Hero           | 1960              |                             |                     | Walter Macken, Eileen Crowe    | Fielder Cook                   |
| I Married a Woman          | 1958              | A Vênus de Carne            |                     | George Gobel, Diana Dors       | Hal Kanter                     |
| The Mysterians             | 1959              |                             | Monstros do Espaço  | Kenji Sahara, Yumi Shirakawa   | Ishiro Honda                   |
| The Naked and the Dead     | 1958              | A Morte Tem Seu Preço       | Os Nus e os Mortos  | Aldo Ray, Cliff Robertson      | Raoul Walsh                    |
| The Poacher's Daughter     | 1960              |                             |                     | Julie Harris, Harry Brogan     | George Pollock                 |
| Stage Struck               | 1958              | Quando o Espetáculo Termina | Lágrimas da Ribalta | Henry Fonda, Susan Strasberg   | Sidney Lumet                   |
| Verboten!                  | 1959              | Proibido                    |                     | James Best, Susan Cummings     | Samuel Fuller                  |